# Ulungur
Il fiume Ulungur (in cinese: 乌伦古河, Wūlúngǔ hé), nel suo corso superiore in Mongolia è conosciuto come Bulgan gol (in mongolo: Булган гол), è un fiume che nasce ai piedi della montagna Dušin-Uul (Душин-Уул, 3.876 m s.l.m.), raccogliendo l'acqua dal versante orientale della dorsale centrale degli Altaj mongoli (47°19′N 90°30′E), nella Mongolia occidentale. Scorre verso sud entrando nella Zungaria (la parte settentrionale dello Xinjiang cinese, prendendo poi la direzione nord-ovest per gettarsi nel lago Ulungur 
(46°59′02″N 87°26′12″E). È lungo circa 700 chilometri.
Il fiume, in Mongolia, dà il nome a due sum (distretti) che attraversa: il distretto di Bulgan nel Bajan-Ôlgij e quello omonimo nell'Hovd.

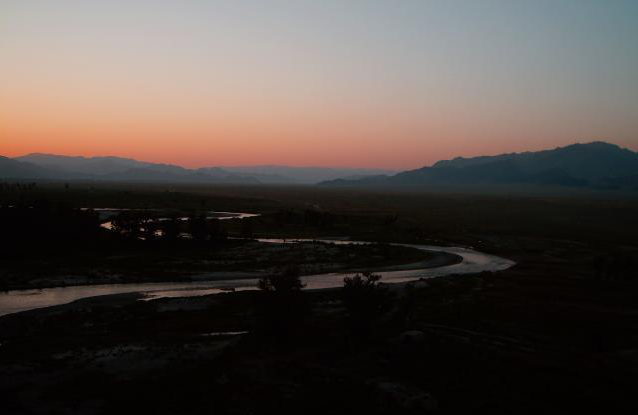